# Чокята
Чокята е вилна зона на град Търговище, разположена на запад от града, с южно и източно изложение. Разположена е в подножието на Лилякското плато, между село Лиляк и квартал Въбел.
През месец юли 2007 година във вилната зона има голям пожар, при който изгарят 200 дка сухи треви, храсти и гори, изпепелени са до основи и 4 къщи. В потушаването на стихията се включват доброволци от 4 села.